# Larídeos
Os larídeos (latim científico: Laridae) são uma família de aves marinhas caradriformes, onde se classificam as gaivotas, gaivinas e aliados.
Os limites da família Laridae têm sofrido alterações consideráveis - se tradicionalmente incluía apenas as gaivotas, actualmente  a lista do Congresso Ornitológico Internacional inclui também as gaivinas e bicos-de-tesoura; a taxonomia de Sibley-Ahlquist incluia também os moleiros (família Stercorariidae) e as alcas e papagaios-do-mar (família Alcidae)

## Géneros

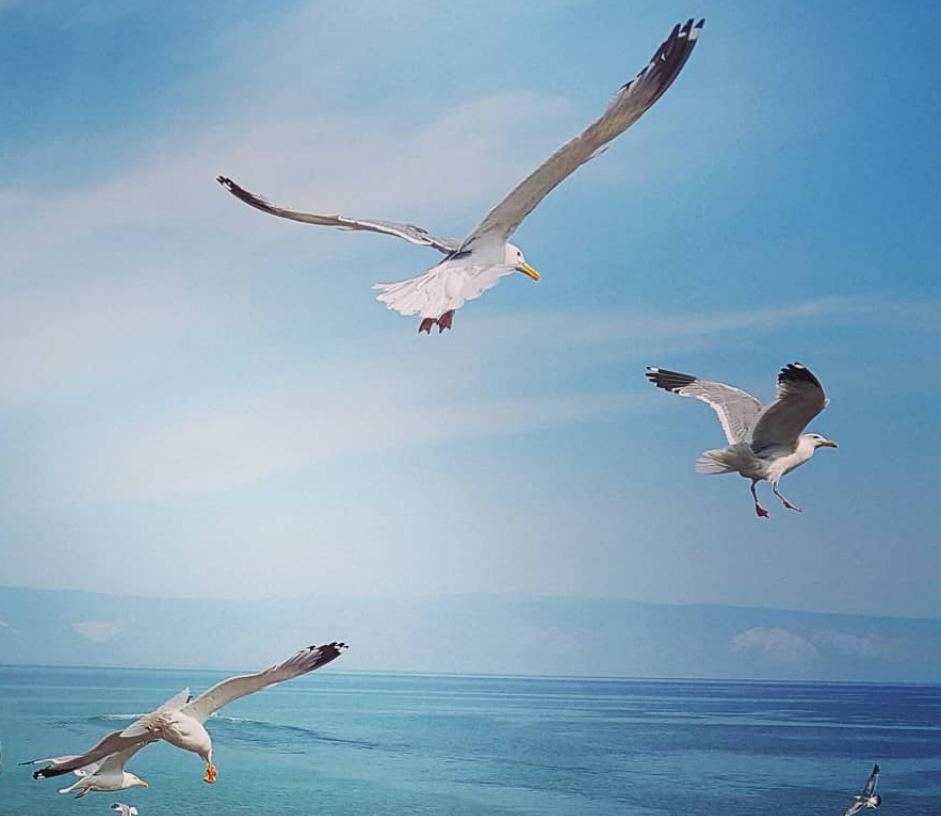
Laridae no lago Baikal

O sinal + indica géneros monoespecíficos
() - família na classificação tradicional
- Gaivotas
  - Larus
  - Pagophila +
  - Rhodostethia +
  - Xema +
  - Creagrus +
  - Rissa
  - Leucophaeus
  - Ichthyaetus
  - Chroicocephalus
  - Hydrocoloeus +

Géneros tradicionalmente classificados nas suas próprias famílias, mas actualmente incluídos na Laridae:
- Talha-mar e bicos-de-tesoura (Rynchopidae)
  - Rynchops
- Gaivinas e garajaus (Sternidae)
  - Sterna
  - Chlidonias
  - Phaetusa +
  - Anous
  - Procelsterna +
  - Gygis
  - Larosterna +
  - Gelochelidon
  - Hydroprogne
  - Thalasseus
  - Sternula
  - Onychoprion

Géneros que a taxonomia de Sibley-Ahlquist também propôs a inclusão na Laridae:
- Moleiros (Stercorariidae)
  - Catharacta
  - Stercorarius
- Tordas e araus (Alcidae)
  - Alle +
  - Uria
  - Alca +
  - Pinguinus + (extinto)
  - Cepphus
  - Brachyramphus
  - Synthliboramphus
  - Ptychoramphus+
  - Cyclorrhynchus +
  - Aethia
  - Cerorhinca +
- Papagaios-do-mar (Alcidae)
  - Fratercula